# Serra d'Almudaina
La serra d'Almudaina és una alineació muntanyenca situada a la comarca valenciana del Comtat.
La serra separa les valls de Planes al nord, on trobem els municipis de Planes, Benillup i Almudaina (del qual pren el nom); i la vall de Seta al sud, on trobem els municipis de Balones, Benimassot i Tollos. Per l'oest, la vall de Travadell s'inicia amb Millena als peus de la serra.
L'Almudaina presenta una alineació clarament bètica (SO-NE), concretament del sector prebètic extern. És una serra allargada, de cims arrodonits, en forma de replana, i desproveïda de vegetació, ja que els incendis l'han reduïda a matollar baix. No supera els 1.017 metres de la Lloma Alta o els 1.011 m de la Caseta de la Neu. Altres alçades destacades són les de la Lloma Redona (983 m) o del Tossal Blanc (972 m).